# Maximilian Schmidbauer
Maximilian Schmidbauer (né le 23 décembre 2001 à Vienne) est un coureur cycliste autrichien. Il participe à des compétitions sur piste et sur route.

## Biographie
Maximilian Schmidbauer est actif dans le cyclisme de compétition depuis 2018. Cette année, il prend la troisième place au championnat d'Autriche sur route juniors (17/18 ans). En 2019, il remporte une étape de l'Olympic Hopes-Belgrade Trophy Milan Panić, une course serbe pour les juniors.
Lors des championnats nationaux sur piste 2021, il décroche quatre médailles d'argent. Il est ensuite membre de l'équipe d'Autriche de relais mixte qui se classe cinquième aux championnats d'Europe sur route. Chez les élites, il participe également aux championnats du monde et d'Europe sur piste cette année-là.
En 2022, il devient champion d'Europe espoirs (moins de 23 ans) dans la course aux points à Anadia, au Portugal. L'année suivante, avec Raphael Kokas, toujours à Anadia, il devient champion d'Europe de course à l'américaine espoirs. En juin 2024, il est annoncé qu'il est sélectionné pour disputer les Jeux olympiques de Paris.

## Palmarès sur piste

### Championnats du monde
| Édition / Épreuve | Américaine | Scratch | Élimination |
| Roubaix 2021      |            | 18e     | 21e         |
| Glasgow 2023      | 11e        |         |             |

### Championnats d'Europe
| Édition / Épreuve                 | Course aux points | Américaine | Élimination |
| Fiorenzuola d'Arda 2020 (espoirs) | 8e                | 9e         |             |
| Granges 2021                      |                   |            | 16e         |
| Anadia 2022 (espoirs)             | Or                | 10e        |             |
| Munich 2022                       | 15e               |            |             |
| Granges 2023                      | 16e               |            |             |
| Anadia 2023 (espoirs)             | Bronze            | Or         |             |
| Apeldoorn 2024                    | 13e               |            |             |

### Championnats nationaux
- 2022
  -  Champion d'Autriche de course aux points
  -  Champion d'Autriche de l'américaine (avec Tim Wafler)
- 2023
  -  Champion d'Autriche de course aux points
  -  Champion d'Autriche de l'américaine (avec Raphael Kokas)
  -  Champion d'Autriche d'omnium
  -  Champion d'Autriche de course à élimination
- 2025
  -  Champion d'Autriche de course aux points
  -  Champion d'Autriche d'omnium
  - 2e du championnat d'Autriche de course à l'élimination
  - 2e du championnat d'Autriche de poursuite

## Palmarès sur route

### Par années
- 2018
  - 3e du championnat d'Autriche sur route juniors
- 2019
  - 1re étape de l'Olympic Hopes-Belgrade Trophy Milan Panić
  - 2e de l'Olympic Hopes-Belgrade Trophy Milan Panić 
  - 2e du championnat d'Autriche sur route juniors
  - 3e du championnat d'Autriche du contre-la-montre juniors
- 2022
  - 3e du championnat d'Autriche du contre-la-montre espoirs

### Classements mondiaux
| Année                                 | 2021  | 2022  | 2023  |
| ------------------------------------- | ----- | ----- | ----- |
| Classement mondial                    | 1389e | 2288e | 2585e |
| UCI Europe Tour                       | 987e  | 1436e | nc    |
|                                       |       |       |       |
| Légende : nc = non classéSource : UCI |       |       |       |